# Route départementale 42 (Savoie)
Route du Relais
Pour les articles homonymes, voir Route départementale 42.
La route départementale 42, dite route du Relais en raison de la présence d'antennes-relais qu'elle dessert, est une route départementale de France située en Savoie et permettant de relier l'Avant-Pays savoyard à la Savoie Propre en passant à proximité immédiate du sommet du mont du Chat. Elle est tracée au début des années 1960 afin de permettre la construction de l'émetteur du mont du Chat et elle est ouverte à la circulation en 1965[réf. nécessaire].

## Caractéristiques et tracé
Relativement courte avec un peu plus de vingt kilomètres de longueur, la route a la particularité de relier le lac du Bourget en Savoie Propre à l'est à l'Avant-Pays savoyard à l'ouest par le mont du Chat en passant juste au pied du sommet, le signal du Mont du Chat qui s'élève à 1 496 mètres d'altitude. Sur les deux versants de la montagne orientée nord-sud, la route gravit la pente via une série de onze virages en lacet au départ du Bourget-du-Lac à l'est et de six virages en lacet au départ de Meyrieux-Trouet à l'ouest. Le mont du Chat est ainsi franchi par la route pratiquement en son point le plus haut contrairement à la route départementale 914a qui franchit le col du Chat — complétée par le tunnel du Chat emprunté par la route départementale 1504 — au nord et la route départementale 916 qui franchit le col de l'Épine — complétée par le tunnel de l'Épine emprunté par l'autoroute A43 — au sud.
Le passage de la ligne de crête constitue le point le plus haut de la route où sont implantés des parkings, des tables de pique-nique, un restaurant, une table d'orientation en direction des Alpes et des départs de sentiers, notamment celui suivant la ligne de crête et permettant d'accéder au Molard Noir au nord offrant un point de vue sur la dent du Chat. Juste au nord de ce site d'intérêt se trouve une aire de décollage de vol libre et juste au sud, sur le signal du Mont du Chat, s'élèvent des antennes-relais.
Le panneau routier libellé « Belvédère du mont du Chat » implanté au point le plus élevé de la route indique une altitude de 1 504 mètres qui est en contradiction avec la topographie des lieux puisque le sommet de la montagne se trouve quelques dizaines de mètres au sud, à 1 496 mètres d'altitude ; l'altitude maximale atteinte par la route est par conséquent inférieure à celle du signal du Mont du Chat, de l'ordre d'une dizaine de mètres. Cette différence d'appréciation de l'altitude réelle de la route proviendrait du fait que sur l'édition de 1950 de la carte topographique de l'IGN, le sommet de la montagne est indiqué à 1 504 mètres juste au nord du futur passage de la route, au niveau de l'actuelle aire de décollage de vol libre — les campagnes de mesures altimétriques ayant ultérieurement précisé la véritable altitude et position du sommet de la montagne.

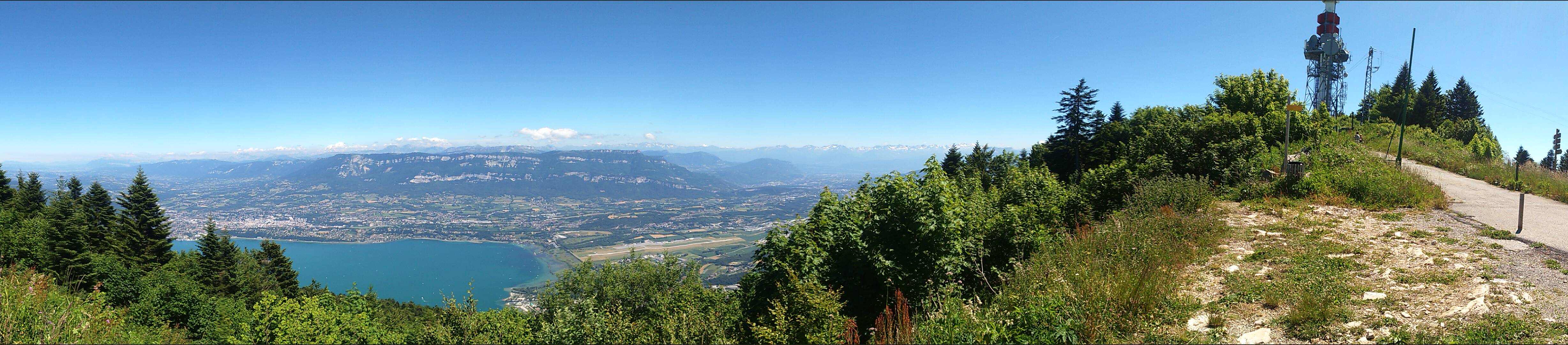
Vue panoramique depuis le belvédère du mont du Chat en direction de l'est avec le lac du Bourget et les Alpes, notamment le massif des Bauges en face et le mont Blanc dans le lointain sur la gauche ; les antennes-relais sont sur le bord droit de l'image.

## Ascension cycliste

### Profil de l'ascension
Le relais du Mont du Chat constitue une ascension peu connue mais très difficile. Le magazine Le Cycle a affirmé en couverture de son magazine de juillet 2007 qu’il s’agissait de la montée la plus dure de France. Cependant le même qualificatif a été attribué au col du Grand Colombier sur la couverture de leur magazine de juillet 2016.
Il est possible de l’escalader par deux versants, d’une difficulté similaire mais assez différents dans leur profil. Quel que soit le versant emprunté, la route n’est pas très large et boisée après les premiers kilomètres les moins pentus.
Le versant ouest commence au carrefour (240 m) de la D41 et de la D921 vers la sortie de Yenne fait 17,4 km de long à 7,1 % de moyenne. Après environ 5 km, la route passe par Saint-Paul sur Yenne (427 m). L’ascension monte progressivement en difficulté : les 8,6 premiers kilomètres sont faciles, tandis que les 8,8 derniers à partir du hameau de Trouet au croisement des routes D41 et D42 (610 m) montent brutalement, avec une moyenne de 10 % et avec certains passages à 14 %. Par comparaison, des ascensions telles que l'Alpe d'Huez ou celle du plateau de Beille ont une montée moyenne de 8 %. Après deux kilomètres difficiles à 12 % de moyenne, un belvédère (1 420 m) 750 m avant le sommet offre une vue sur le Bugey avec notamment le Grand Colombier et le belvédère d’Innimond.
Le versant est par Le Bourget-du-Lac fait 13,5 km à 9,2 % de moyenne à partir du croisement (240 m comme pour le versant ouest) des routes D14 et D42 au centre-ville. Une autre variante consiste à démarrer depuis le carrefour (292 m) entre la route du Tunnel du Chat et la petite route des Tournelles que l’on suit. En démarrant ainsi, l’ascension est un peu plus courte, avec 12,7 km à 9,4 %. Ces deux routes se rejoignent à un croisement (348 m) vers le lieu-dit "Le Petit Caton" après 1,7 km à 6,3 % depuis le centre-ville ou 950 m à 5,9 % par la route des Tournelles. Après cette mise en jambe, il reste 11,8 km à 9,6 % sans répit jusqu’au sommet. Il est ainsi plus régulier que le versant ouest. Cette ascension est comparable à certains cols ou montées italiennes, courte sur la distance mais très raide. La particularité de ce versant réside dans ses longues lignes droites coupant la forêt sur plusieurs centaines de mètres, chaque lacet étant plus éloigné que le précédent.

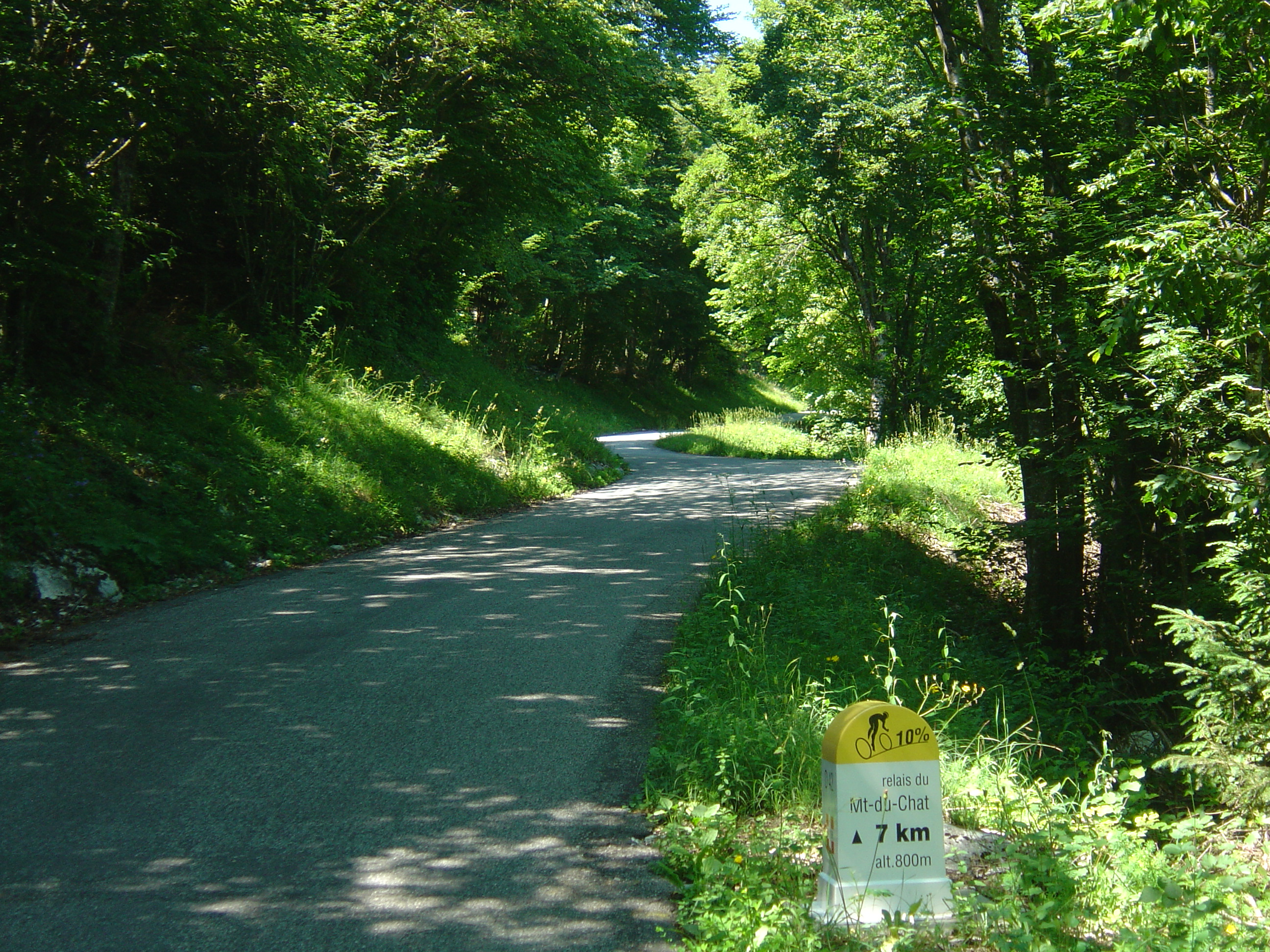
Sur le versant est, la pente est constante, toujours proche de 10 %.
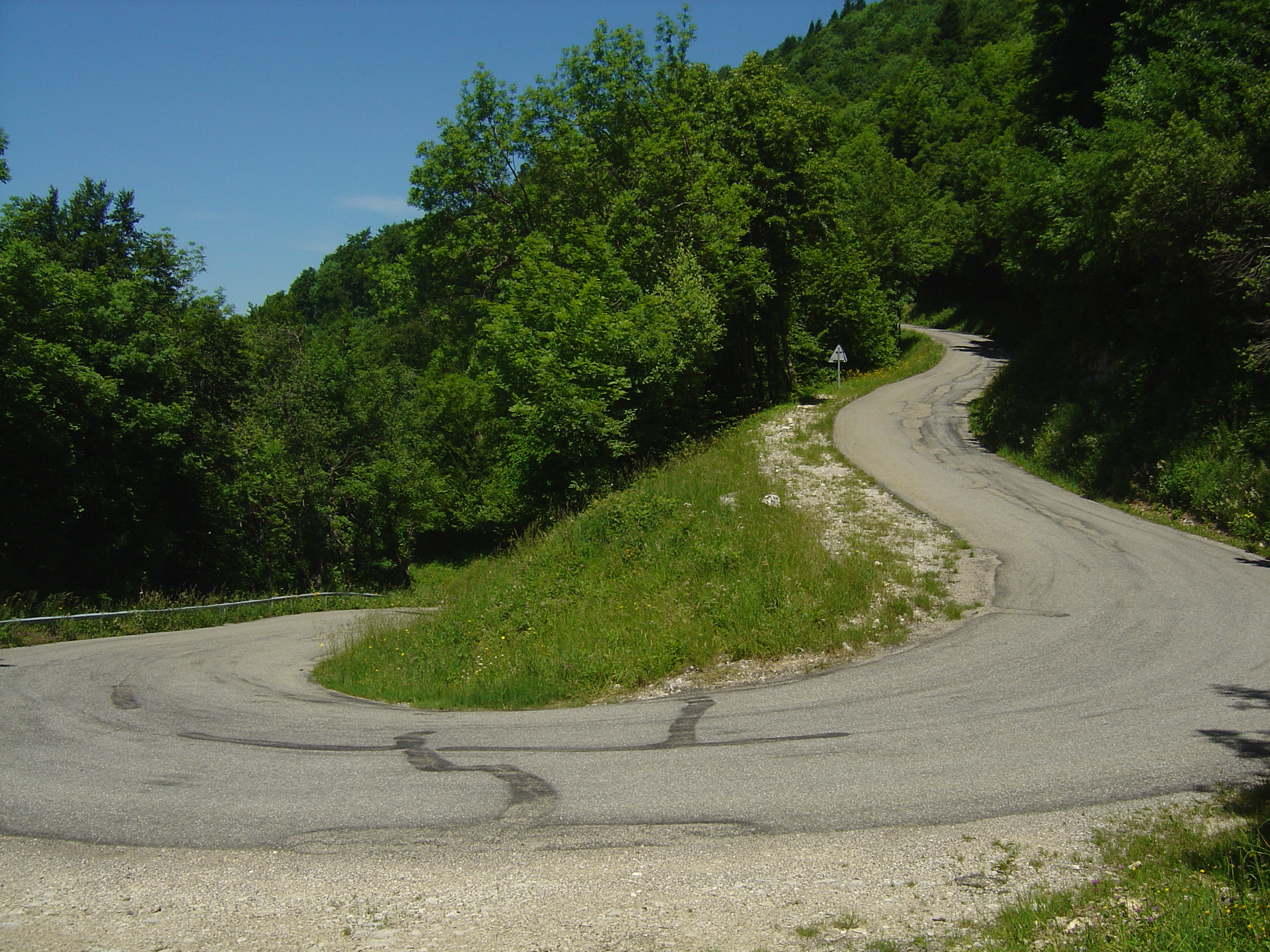
Le versant ouest est très raide sur les 9 derniers kilomètres, comme ici avec un passage à 14 % à 3,5 km du sommet.
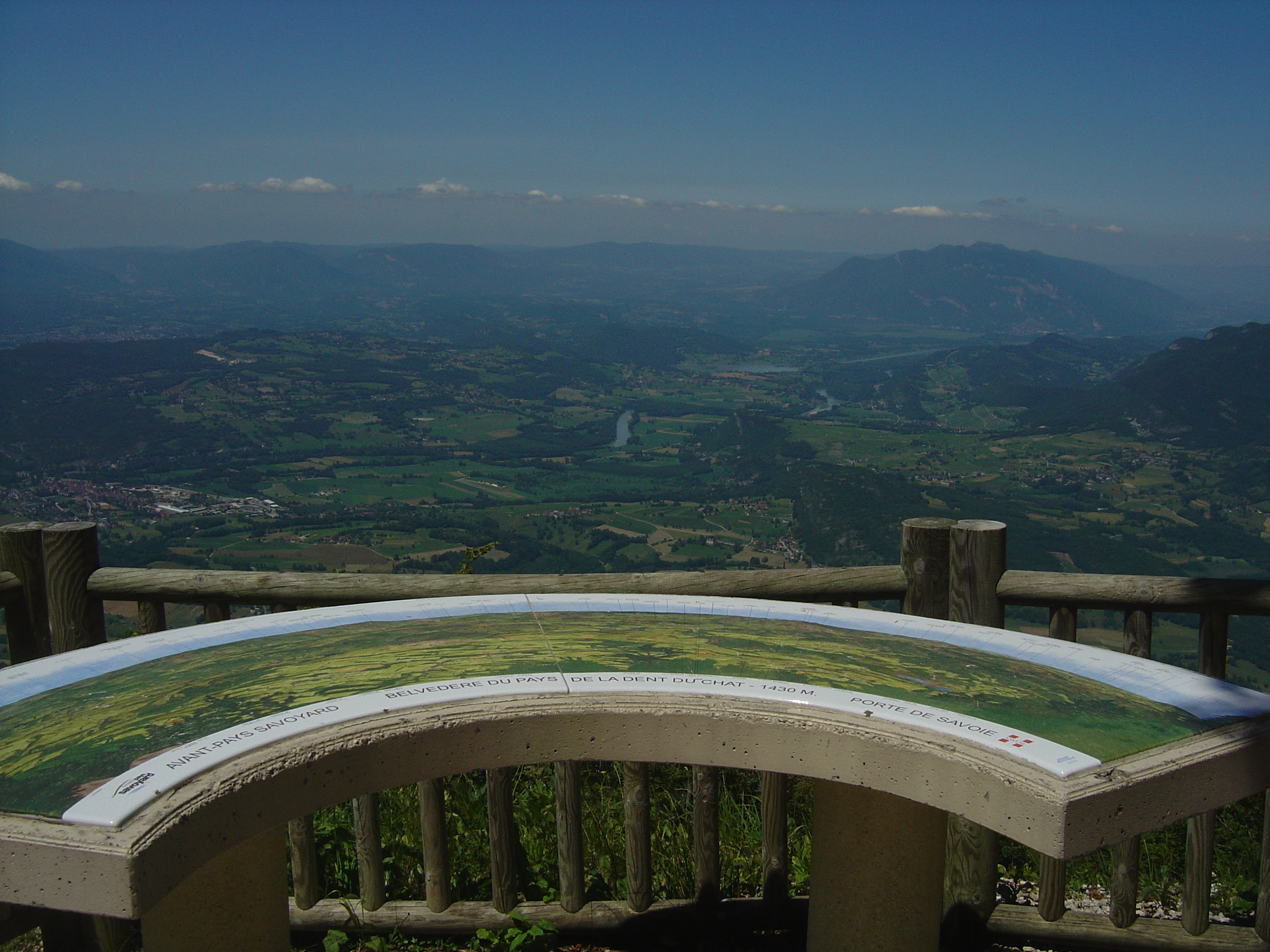
Belvédère à un kilomètre du sommet (Molard Noir), avec vue sur l’Avant-Pays savoyard et le Bugey.

### Courses professionnelles

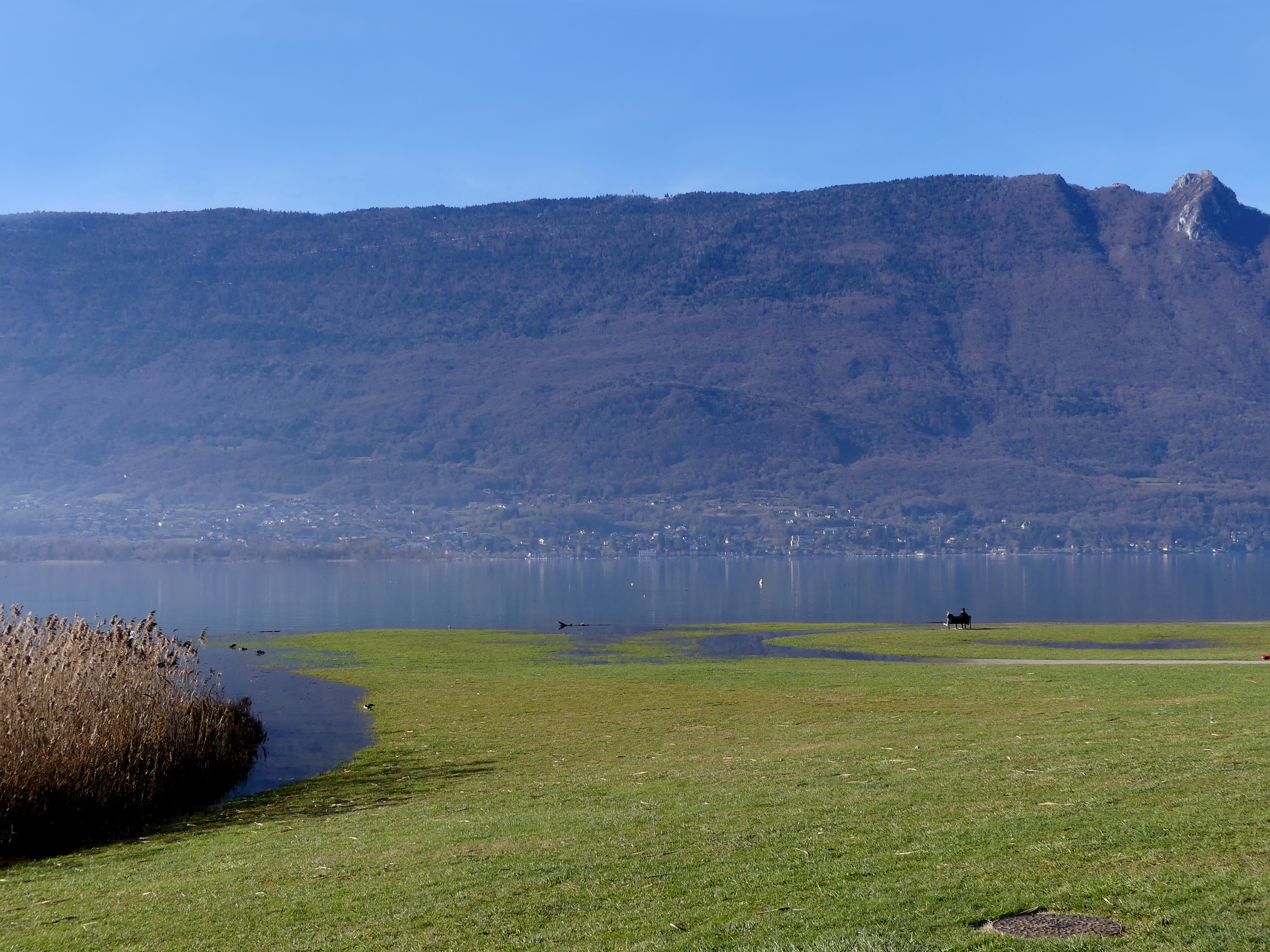
Vue depuis les rives du lac du Bourget à Viviers-du-Lac à l'est du mont du Chat avec au centre, sur la crête, les antennes-relais au sommet et juste à droite de celles-ci les deux sapins marquant le passage de la route ; la dent du Chat est visible sur le bord droit de l'image.

Le Tour de France l'a emprunté deux fois, la première fois par son versant ouest en 1974, dans la 10e étape entre Gaillard et Aix-les-Bains. Gonzalo Aja est arrivé en premier au sommet du mont mais on retient aussi que Raymond Poulidor attaqua à 4 km du sommet et avait pris plus d'une minute à Eddy Merckx dans cette ascension. Mais le Belge ne se résigna pas et, à la faveur d'une extraordinaire descente, revint sur les deux fuyards pour s'imposer au sprint à Aix-les-Bains.
Lors de cette ascension, le relais du Mont du Chat fut classé en deuxième catégorie ; une classification déjà contestée à l'époque du fait de la grande difficulté de l'ascension, Raymond Poulidor l'expliquant par le fait que la montée était méconnue. Par ailleurs, la classification des montées n'était pas la même, et tenait plus compte de la distance et de l'altitude que de la pente moyenne, et le classement hors catégorie n'existait pas encore, n'ayant été instauré qu'en 1979.
En 2017, quarante-deux ans après son premier et unique passage, le Tour de France est de nouveau prévu au relais du Mont du Chat, dans l'étape entre Nantua et Chambéry. Il est classé cette fois hors catégorie. C'est Warren Barguil qui le franchit en premier et en solitaire, une dizaine de secondes devant le groupe des favoris. Nairo Quintana et Alberto Contador sont lâchés, particulièrement le coureur espagnol. L'événement marquant est la chute de Richie Porte dans la descente, transféré à l'hôpital.
Le Critérium du Dauphiné avait également emprunté le mont du Chat en 1966, également par son versant ouest, dans la 4e étape entre Saint-Étienne et Allevard. Il l'a réemprunté en 2017, un mois avant le passage du Tour de France, dans une étape entre le Parc des oiseaux de Villars-les-Dombes et La Motte-Servolex. La montée, empruntée par le versant ouest, est classée hors catégorie. Fabio Aru est passé en tête au sommet, alors que Jakob Fuglsang s'est imposé sur la ligne d'arrivée.